# 埃貢火山
埃貢火山是印度尼西亞的火山，位於弗洛勒斯島東南部，海拔高度1,703米。2004年1月29日的火山爆發引發山泥傾瀉，當局疏散六千名居民。最近一次火山活動在2008年4月15日，數千人需要疏散。